# Listă de filme cu acțiunea în orașe fantomă
Aceasta este o listă de filme cu acțiunea (și) în orașe fantomă:
- Bush Christmas, 1947, regia Ralph Smart
- Chernobyl Diaries / Jurnalul terorii, 2012, regia Bradley Parker
- Disappearance / Umbre în deșert, 2002, regia Walter Klenhard
- Ghost Town, 1956, regia Allen H. Miner
- Ghost Town, 1988, regia Richard Governor
- Gold Rush Maisie, 1940, regia J. Walter Ruben, Edwin L. Marin, Norman Taurog
- Gordon of Ghost City, 1933, regia Ray Taylor
- Gunsmoke, 1953, regia Nathan H. Juran
- Haunted Gold, 1932, regia Jack V. Wright; cu John Wayne.[1] Refacere a filmului The Phantom City din 1928
- Hellgate, 1989, regia William A. Levey
- Seria The Hills Have Eyes
- The Hills Have Eyes / Dealuri însângerate, 2006, regia Alexandre Aja; o refacere a filmului Sălbatic și mortal (The Hills Have Eyes) regizat de Wes Craven din 1977
- The Hills Have Eyes 2 / Dealuri însângerate 2, 2007, regia Martin Weisz; o refacere a The Hills Have Eyes Part II, 1984, regizat de Wes Craven
- House of Wax / Casa de ceară (2005)
- The Jailbreakers, 1960, regia Alex Grasshoff
- Kill the Wicked! / Dio non paga il sabato, 1967, regia Tanio Boccia
- Left for Dead, 2007, regia Albert Pyun
- Man of the West, 1958, regia Anthony Mann
- Matalo! / Willkommen in der Hölle, 1970, regia Cesare Canevari
- Mercury, 2018, regia Karthik Subbaraj
- The Outlaw Josey Wales / Proscrisul Josey Wales, 1976, regia Clint Eastwood[2]
- Purgatory, TV, regia Uli Edel.[3][4]
- Raiders of Ghost City, 1944, regia Lewis D. Collins, Ray Taylor
- Rim of the Canyon, 1949, regia John English
- Scream, 1981, regia Byron Quisenberry[5]
- Franciza Silent Hill
  - Silent Hill, 2006, regia Christophe Gans
  - Silent Hill: Revelația, 2012, regia M. J. Bassett
- The Valley of Vanishing Men, 1942, regia Spencer Gordon Bennet
- Vampires / Vampirii, 1998, regia John Carpenter
- Wagon Wheels Westward, 1945, regia R. G. Springsteen
- Yellow Sky / Cerul galben, 1948, regia William A. Wellman